# Antiophlebia bourgognei
Antiophlebia bourgognei är en fjärilsart som beskrevs av François Louis Nompar de Caumont de Laporte 1975. Antiophlebia bourgognei ingår i släktet Antiophlebia och familjen nattflyn. Inga underarter finns listade i Catalogue of Life.